# Partide politice în Germania
Partidele politice din Germania sunt organizații care participă la luarea deciziilor politice și la alegeri. În prezent, opt partide sunt reprezentate în Bundestag: SPD, CDU, Alianța 90/Verzii, FDP, AfD, CSU, Stânga și SSW. CDU și CSU formează un grup parlamentar, în timp ce celelalte partide au fiecare propriul grup parlamentar. În plus față de partidele din Bundestag, există și partide mai mici care fac parte din parlamentele landurilor sau din Parlamentul European.